# Syndroom van Weber
Het syndroom van Weber is een vasculair syndroom van de basis van de middenhersenen (mesencephalon) dat ontstaat door een verstopping van bepaalde bloedvaten.
Specifiek gaat het om zijtakken van de arteria cerebri posterior en de tip van de arteria basilaris. De oorzaak is vaak een embolie: een bloedklonter vanop afstand die voor de verstopping zorgt. Door de specifieke locatie van de aangedane bloedvaten ontstaat er een infarct van vezels van de derde craniale zenuw (nervus oculomotorius) met als gevolg verlamming van de oogbewegingen aan dezelfde zijde als het infarct.